# Juan Bautista Alós
Juan Bautista Alós Peris (Onda, 1881-1946), fue un pintor y diseñador cerámico. 

## Biografía
En 1895 entró a trabajar como pintor cerámico en la fábrica de azulejos "La Catalana", en Onda, donde su padre, Bautista Alós, era el director. En 1899 se trasladó a Río de Janeiro para ayudar en la instalación de una fábrica de azulejos, y en 1902 viajó a Roma, donde continuó sus estudios artísticos.
Fue diseñador cerámico y ocupó diversos cargos directivos en industrias cerámicas: En el año 1902, comenzó a trabajar como pintor cerámico y diseñador principal en la fábrica Pujol i Bausis, en Esplugas de Llobregat, y también trabajó en la fábrica de José María Verdejo. En 1905 se traslada a Onda, donde trabaja por Juan Bautista Segarra Bernet y para la fábrica de Elías Peris. En 1915 es nombrado director artístico de la fábrica Valencia Industrial de Burjasot, años después vuelve a trabajar en las dos fábricas de Juan Bautista Segarra Bernat, en Onda y Castellón. En 1925 era director de la fábrica de los herederos de Francisco Valldecabres de Manises.
Alternó su actividad artística, de diseño cerámico, con la docencia. Siendo nombrado profesor en 1915 de la Escuela General de Aprendizaje de Manises, en 1925 de la Escuela Provincial de Cerámica de Onda, y en 1929 de la Escuela del Trabajo de Barcelona.
Durante su estancia en Esplugas de Llobregat mantuvo contacto con los arquitectos Antoni Gaudí, Lluís Domènech i Montaner y Josep Puig i Cadafalch, con los que colaboró en sus proyectos como el Hospital de la Santa Cruz y San Pablo, la Casa Milà, la Casa de les Punxes y el Parque Güell.